# Садовский, Михаил Провович
Михаи́л Про́вович Садо́вский (варианты написания отчества — Про́выч, Про́вич; 12 (24) ноября 1847, Москва, Российская империя — 26 июля (8 августа) 1910, там же) — российский театральный актёр.

## Биография

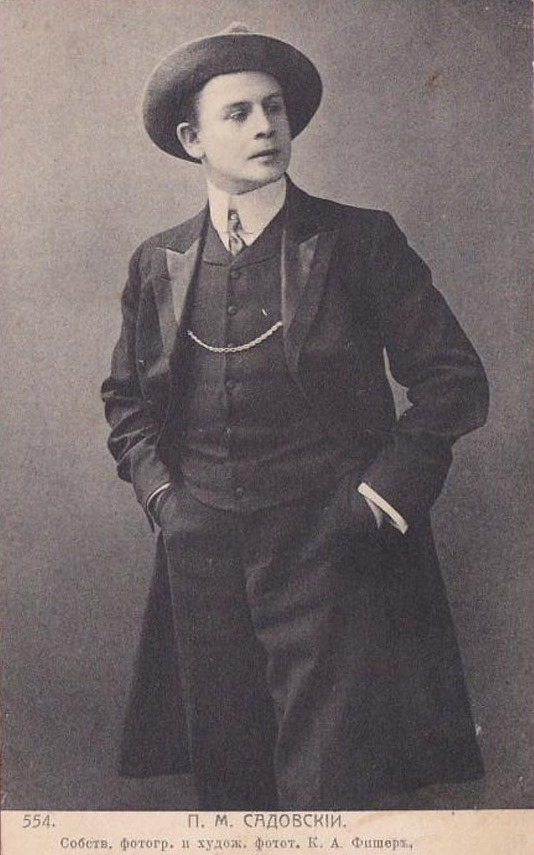
Садовский М. П., между 1875—1885 гг.

Родился в семье актёра Малого театра Прова Садовского.
Был женат на актрисе Ольге Осиповне Садовской. В 1872 году в семье родилась дочь, будущая актриса Елизавета Михайловна (сценическое имя при жизни матери — Садовская 2-я). В 1874 родился сын, будущий актёр Пров Садовский (младший). В 1878 году родился Михаил Михайлович Садовский (старший).
В 1869 году Михаил Прович дебютировал на сцене Малого театра. В его репертуаре сразу заняли прочное место пьесы А. Н. Островского. В 1870 году Садовского принимают в труппу Малого театра, первое время доверяя ему роли в амплуа простака и хара́ктерного комика.
Михаил Прович превосходно интерперетировал драматургию Островского, в его пьесах им было сыграно свыше 60 ролей.
Похоронен в семейной могиле на Пятницком кладбище (1-й участок).

## Творчество

### Роли в театре
- 1867 — «В чужом пиру похмелье» А. Н. Островского

#### Малый театр
- 1869 — «Свои люди — сочтёмся» А. Н. Островского — Подхалюзин
- 1869 — «Тяжёлые дни» А. Н. Островского — Андрей Брусков
- 1869 — «Горячее сердце» А. Н. Островского — Вася Шустрый
- 1869 — «Не в свои сани не садись» А. Н. Островского — Бородкин
- 1871 — «Лес» А. Н. Островского — Буланов
- 1874 — «Трудовой хлеб» А. Н. Островского — Грунцов
- 1875 — «Волки и овцы» А. Н. Островского — Мурзавецкий
- 1876 — «Правда хорошо, а счастье лучше» А. Н. Островского — Мухояров
- 1877 — «Женитьба Белугина» А. Н. Островского и Соловьёва — Андрей Белугин
- 1878 — «Бесприданница» А. Н. Островского — Карандышев
- 1879 — «Сердце не камень» А. Н. Островского — Константин Каркунов